# Сферичний пояс

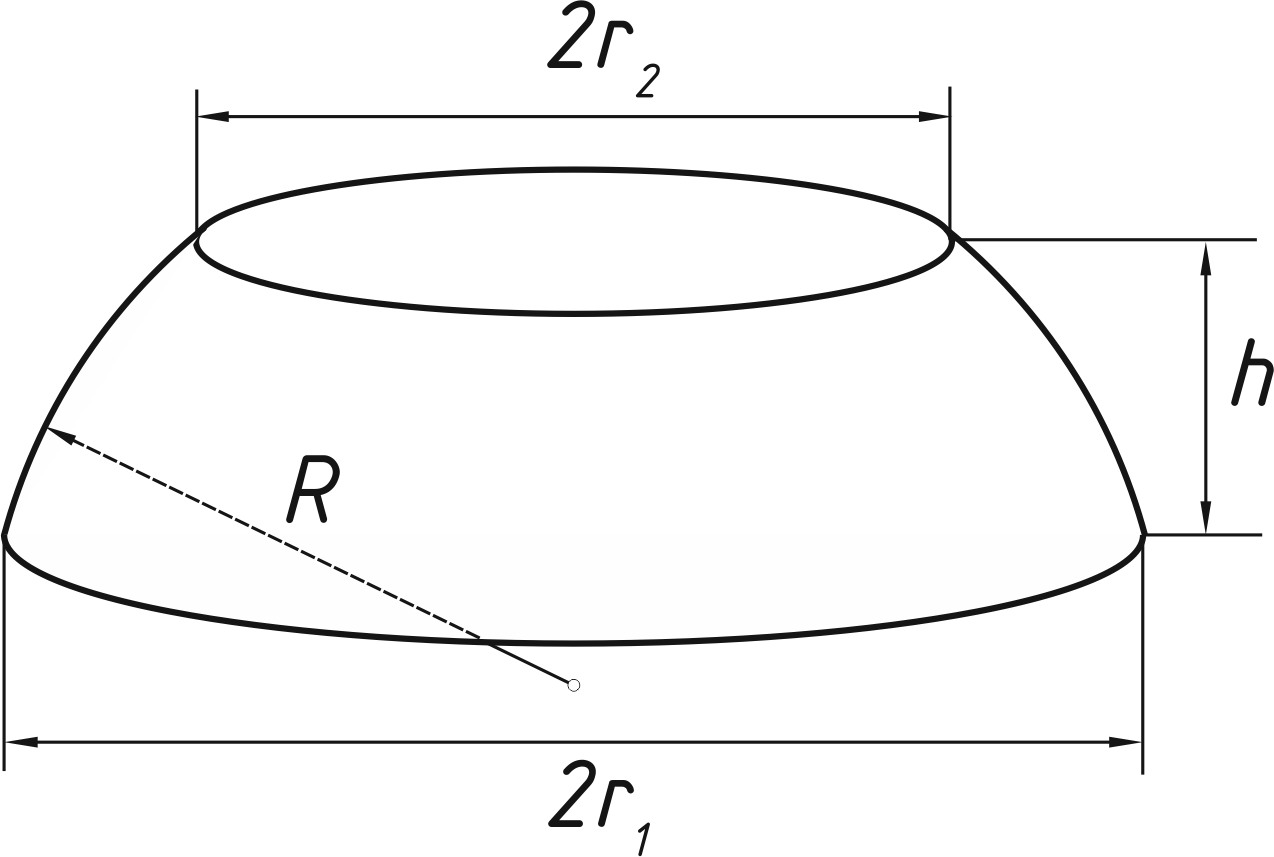

Сфери́чний по́яс (англ. spherical zone) або кульови́й по́яс — частини поверхні сфери (кулі), яка розташована між двома взаємопаралельними площинами, що перетинають цю сферу (кулю). Відстань між цими площинами називається висотою сферичного пояса. Якщо одна з площин є дотичною до сфери, то відрізана поверхня сфери між площинами перетвориться на сферичний сегмент.
Площа сферичного пояса залежить лише від висоти пояса і радіуса кулі:
{\displaystyle S=2\pi Rh,}
де {\displaystyle S} — площа сферичного пояса, {\displaystyle h} — висота сферичного пояса (відстань між паралельними площинами), {\displaystyle R} — радіус кулі.